# Nálet na Pforzheim

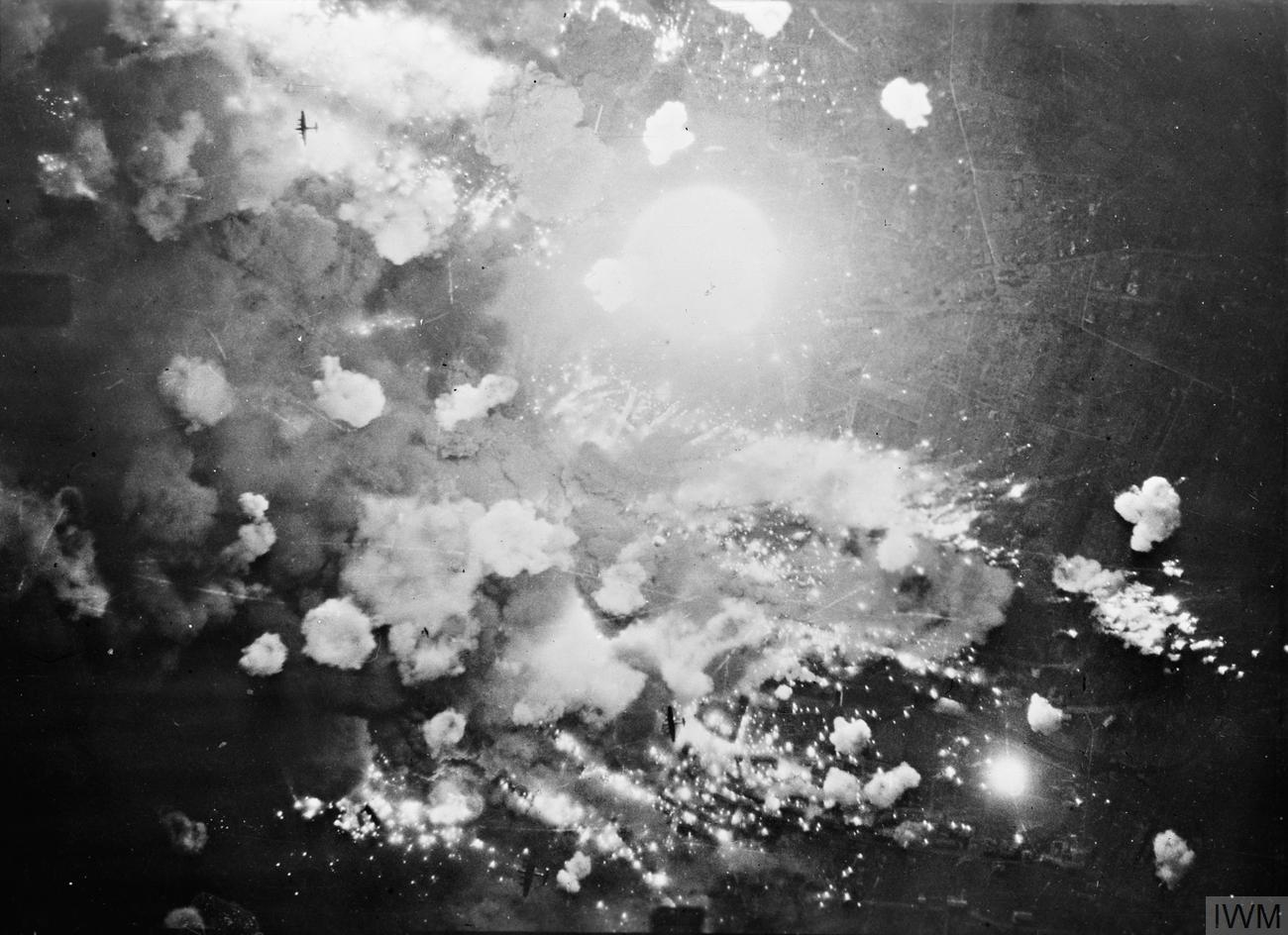
Fotografie zachycená nad Pfozheimem britským bombardérem

Nálet na Pforzheim byl po náletu na Hamburk a Drážďany třetí nejtěžší nálet na německé město během druhé světové války. V poměru k počtu obyvatel si vyžádal nejvíce obětí ze všech náletů. Zabito bylo 31,4 % obyvatel.
23. února 1945 bylo město při útoku 379 britských bombardérů zcela zničeno. V průběhu 22 minut našlo v troskách smrt téměř 17 600 lidí. Bombardéry a následná ohňová bouře, která vznikla v úzkých uličkách historického jádra, zabila 31,4 % obyvatel města. Po Hamburku a Drážďanech si nálet vyžádal nejvíc obětí. Město bylo zničeno z osmadevadesáti procent. Pforzheim se zařadil na seznam nejvíc poškozených měst. Celkově byl tento nálet nejsoustředěnějším a nejúspěšnějším náletem Spojenců během války. Možná bylo klikaté, malebné historické městečko vybráno pro svoji hořlavost v rámci strategii tzv. morálního bombardování, neboť závody přesného strojírenství, které dodávaly součástky do rozbušek, byly z města už před tím odstěhovány. Po válce bylo město velmi rychle obnoveno. Současný vzhled města je proto velmi ovlivněn poválečným architektonickým stylem.

## Předcházející události
Podobně jako Drážďany se Pforzheim dostal mezi letecké cíle spojenců až ke konci války. První útok provedla US Air Force 1. dubna 1944. Při prvním útoku zahynulo 95 lidí. Škody byly relativně malé. Jenže následovaly další útoky. Jeden na Štědrý večer 1944 a druhý 21. ledna 1945. Tyto útoky byly už silnější.
V listopadu 1944 byl Pforzheim poprvé zařazen na seznam cílů Spojenců, nicméně byl na pětistupňové stupnici ohodnocen nejnižší prioritou. Město však bylo zaznamenáno jako město pro bombardování velmi vhodné. Vyznačovalo se rozlehlým, dobře hořlavým historickým centrem s úzkými uličkami. Nádraží a ulice města sloužily v té době pro přesun i pobyt německých vojsk.
Ve zprávě Royal Air Force z 28. června 1944 se lze dočíst, že Pforzheim je jedno z center německého hodinářství a výroby šperků a je proto pravděpodobné, že se stane velmi důležitým ve výrobě přesných přístrojů. Pforzheim byl známý výrobou šperků a jemné mechaniky, které se během války přeměnily na výrobu roznětek a munice. Mnoho drobných výroben bylo rozptýleno rovnoměrně po městě. Ve druhém vydání Průvodce bombardéra s doslovným podtitulem Průvodce důležitostí německých měst a městysů, ze srpna 1944 se píše: skoro každý dům v tomto městě je malou dílnou. Dále průvodce psal o větších fabrikách na jihu a o jedné na severu města. V rozkazu velitelství bombardovací perutě je sledován záměr zničit zástavbu, přidružený průmysl a zařízení železnic. To dávalo věci dobrý, válečný význam, ačkoliv nic podstatného z válečného hlediska ve městě v té době už nebylo. Vrchní velitel Arthur T. Harris si byl naprosto vědom, že vedle zbrojního průmyslu budou zlikvidovány převážně civilní cíle.

## Útok
23. února 1945 ve tři čtvrtě na osm večer daly sirény poplašný signál náhlé, vzdušné nebezpečí. O pět minut později přiletěly od západu první letadla RAF nad město. Celkem 368 bombardérů pod vedením majora Edwina Swalese během následujících dvaadvaceti minut vysypaly 1575 tun bomb. První letadla vypustila do temnoty světlice, které osvětlily cíl. Silný vítr světlice odvál, takže část bomb byla vysypána v neobydlené jihovýchodní části města zvané Hagenschiess. Severozápadní část města zůstala ušetřena. Ovšem na centrum města s úzkými, klikatými uličkami působila směs výbušných a zápalných bomb, nádob s hořlavinami a leteckými minami katastrofálně. Velká plocha ohně se rychle spojila v ohňovou bouři.
Zásobování vodou přestalo fungovat. V délce tří kilometrů a v šíři jednoho a půl kilometru hořely všechny budovy. Mnoho lidí se pokusilo před ohněm zachránit skokem do řek Nagold a Enz, ale utonuli. Nicméně některým se skokem do řeky život zachránit podařilo.

## Po útoku
Vyhodnocovací zpráva K.3838 RAF z 12. března 1945 útok shrnula slovy: V noci z 23. na 24. února 1944 (správně 1945 - překlep v originále) se budovy ve velké části města ztenčily na obvodové zdivo a haldy trosek. Většina identifikovatelných továren včetně sedmi se stupněm priority 3, byla zničena nebo těžce poškozena.
Dvě třetiny plochy města byly zničeny. V centrum bylo místy zničeno zcela. V okrsku Marktplatz v centru města bylo roku 1939 registrováno 4112 obyvatel. Po únoru 1945 byli všichni po smrti.
Po náletu jsou zničeny budovy obytné i průmyslové, kostely, školy, nemocnice, lázně i mnohá další občanská vybavenost. Zničeno bylo skoro veškeré svědectví dávné minulosti města.
Při útoku zemřelo okolo 17 600 lidí. Celkem si letecké útoky ve městě Pforzheimu vyžádaly 20 300 životů. Při sčítání obyvatel roku 1939 žilo ve městě na 79 000 obyvatel. Obyvatelstvo přítomné během leteckých útoků bylo však na základě vojenského tažení po roce 1939, kdy proběhlo sčítání, sníženo o značnou část mužské populace. Různé odhady uvádějí, že při největším útoku přišlo o život 31,4% přítomných.
Velitel bombardovací perutě, která útok provedla, masterbomber Edwin Swales se domů nevrátil. Při zpátečním letu z Pforzheimu byl sestřelen stíhacím letounem typu Messerschmitt Bf 110. Posmrtně byl pro obzvláště úspěšný útok na město Pforzheim britským králem Jiřím VI vyznamenán nejvyšším vojenským vyznamenáním - Viktoriiním křížem.

## Obnovení města
Vedení města provedlo okamžité demolice. Po nich mohlo probíhat znovuvystavění respektive nové vystavění města. Ulice jsou dnes výrazně širší. Dvoutisíciletá historie města je sotva zřetelná. Město silně ztratilo historickou hodnotu, ale jen tak se mohlo zase vzpamatovat. Trosky města byly vyvezeny na jednu hromadu. Hora převyšuje dnešní Pforzheim jako zřetelný památník. Dnešní obyvatelé města horu označují jako Wallberg (Valovou horu) nebo také Monte Scherbelino, což je odvozeno od německého die Scherbe - střep.